# Júpiter fred

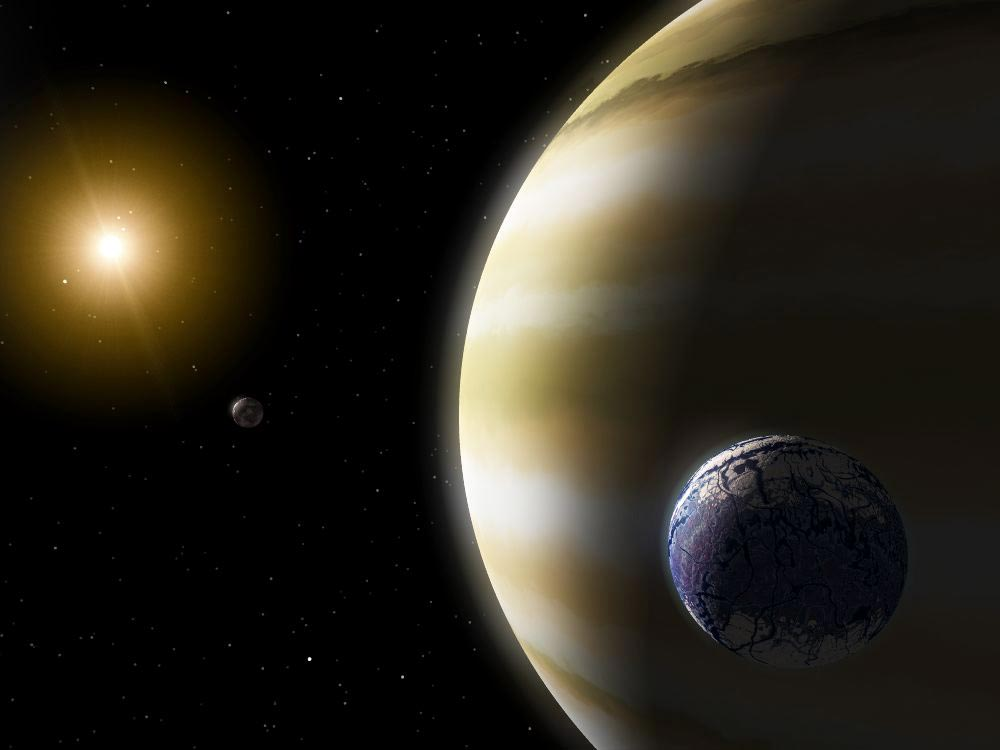
Impressió artística d'un júpiter fred

Un júpiter fred (plural «júpiters freds», sense titlla, de vegades es denominen bessons de Júpiter) són una classe de planetes extrasolars la massa dels quals està a prop o supera al de Júpiter (1.9 × 1027 kg) i órbitan als seus sols en patrons més o menys similars. Dins del nostre Sistema Solar, Júpiter i Saturn serien els principals exemples d'aquesta classe planetària. El terme implica que els planetes órbitan a la zona exterior i més freda del seu estel, sense tenir en compte l'escalfament intern del planeta.

## Notables júpiters freds
| - 14 Herculis c - 47 Ursae Majoris c - 47 Ursae Majoris d - 55 Cancri d - Epsilon Eridani b | - Gliese 777 b - HD 70642 b - Júpiter - Mu Arae i - OGLE-2006-BLG-109Lb | - OGLE-2006-BLG-109Lc - Saturn - VB 10b - Fomalhaut b - HR 8799 b | - HR 8799 c - HR 8799 d - 2M1207b - HD 154345 b |